# Theodor Berthold
Theodor Berthold (Pseudonyme: Theodor Bleibtreu, Dorus von Bockelt, Theodor Carus; * 4. Dezember 1841 als Theodor Gottfried Johann Berthold in Münster; † 20. April 1909 in Bocholt) war ein deutscher Schriftsteller.

## Leben
Theodor Berthold absolvierte nach dem Besuch des Gymnasiums ab 1862 ein Studium der klassischen Philologie und der französischen Sprache und Literatur an der Königlichen Theologischen und Philosophischen Akademie in Münster. Er nahm als Soldat 1864 am Deutsch-Dänischen Krieg und 1866 am Deutsch-Österreichischen Krieg teil. Nachdem er 1868 sein Lehrer-Examen bestanden hatte, absolvierte er ein Probejahr als Lehrer an einem Gymnasium in Münster; anschließend wirkte er als Gymnasiallehrer in Breslau und ab 1869 in Glogau. 1875 führte ein chronisches Halsleiden zu seiner Frühpensionierung. Berthold verbrachte den Rest seines Lebens als freier Schriftsteller bei Mutter und Bruder in Bocholt.
Theodor Bertholds schriftstellerisches Werk, das zu einem großen Teil in Zeitschriften erschien, umfasst Erzählungen, feuilletonistische Skizzen und Erinnerungen des Verfassers. Den größten Erfolg erzielte er mit seinen Lustigen Gymnasial-Geschichten, die bis in die 1920er Jahre in zahlreichen Auflagen nachgedruckt wurden.

## Werke
- Bewegte Tage. Einsiedeln [u. a.] 1885
- Lose Blätter aus dem Münsterlande und von der Nordsee. Einsiedeln [u. a.] 1885
- Dona nobis pacem!. Einsiedeln [u. a.] 1888
- Das Leben Mariae für Kinder. Einsiedeln [u. a.] 1890
- Historien aus der Nesselgasse. Einsiedeln [u. a.] 1891
- Blumen am Wege. Bocholt 1893
- In Sand und Moor. Kevelaer 1898
- Illustrierte Kinder-Legende. Einsiedeln [u. a.] 1900
- Lustige Gymnasial-Geschichten. Stuttgart 1900